# Prawo Koppa-Neumanna
Prawo Koppa-Neumanna definiuje równanie pozwalające obliczyć ciepło właściwe C na jednostkę masy [J•kg-1•K-1] dla stopów:
{\displaystyle C=\sum _{i=1}^{N}(C_{i}\cdot f_{i})}
gdzie:
{\displaystyle i} – kolejne liczby od 1 do {\displaystyle N},
{\displaystyle N} – liczba składników stopu,
{\displaystyle C_{i}} – ciepło właściwe {\displaystyle i}-tego składnika stopu,
{\displaystyle f_{i}} – ułamkowa zawartość masy {\displaystyle i}-tego składnika stopu.
Matematycznie równanie to jest równoważne średniej ważonej.